# Тирперсдорф
Тирперсдорф (њем. Tirpersdorf) општина је у њемачкој савезној држави Саксонија. Једно је од 45 општинских средишта округа Фогтланд. Према процјени из 2010. у општини је живјело 1.433 становника. Посједује регионалну шифру (AGS) 14523420.

## Географски и демографски подаци
Тирперсдорф се налази у савезној држави Саксонија у округу Фогтланд. Општина се налази на надморској висини од 515 метара. Површина општине износи 19,4 km². У самом мјесту је, према процјени из 2010. године, живјело 1.433 становника. Просјечна густина становништва износи 74 становника/km².